# Emulatori di console
Questa è una lista composta dagli emulatori di sistemi per videogiochi:

## Sistemi arcade
| Nome             | Sistema                                      | Piattaforma      | Licenza  | Link |
| ---------------- | -------------------------------------------- | ---------------- | -------- | ---- |
| FinalBurn Alpha  | CPS/NeoGeo                                   | Multipiattaforma | custom   |      |
| MAME             | Vari giochi arcade                           | Multipiattaforma | custom   |      |
| MAMEUI e IV/Play | Versione GUI di M.A.M.E., vari giochi arcade | Windows          | Freeware |      |
| NeoRAGEx         | NeoGeo                                       | Windows          | Freeware |      |
| ProjectColeco    | Colecovision                                 | Windows          | Freeware |      |

## Console Atari

### Atari 2600
| Nome              | Sistema    | Piattaforma      | Licenza     | Link |
| ----------------- | ---------- | ---------------- | ----------- | ---- |
| PC Atari Emulator | Atari 2600 | MS-DOS, Windows  |             |      |
| Stella            | Atari 2600 | Multipiattaforma | Open source |      |
| z26               | Atari 2600 | Multipiattaforma | Open source |      |

## Console Nintendo

### Nintendo Entertainment System
| Nome         | Sistema | Piattaforma                      | Licenza     | Link                                              |
| ------------ | ------- | -------------------------------- | ----------- | ------------------------------------------------- |
| FakeNES      | NES     |                                  | zlib        |                                                   |
| FCEUX        | NES     | Multipiattaforma                 | GPL         |                                                   |
| fwNES        | NES     |                                  | Freeware    |                                                   |
| Jnes         | NES     | Windows                          | Freeware    |                                                   |
| NESten       | NES     | Windows                          | Open source |                                                   |
| Nester       | NES     | Windows                          | GPL         |                                                   |
| NESticle     | NES     | DOS                              | Freeware    | Archiviato il 30 aprile 2011 in Internet Archive. |
| Nestopia     | NES     | Windows, Linux, Mac OS           | GPL         |                                                   |
| puNES        | NES     | Windows, Linux, FreeBSD, OpenBSD | GPL         |                                                   |
| TI-NESulator | NES     | Windows, Linux, Mac OS           | Freeware    |                                                   |
| TuxNES       | NES     |                                  | GPL         |                                                   |
| VirtuaNES    | NES     | Windows, DOS                     | Freeware    |                                                   |

### Super Nintendo Entertainment System
| Nome      | Sistema | Piattaforma            | Licenza       | Link                        |
| --------- | ------- | ---------------------- | ------------- | --------------------------- |
| bsnes     | SNES    | Linux, macOS, Windows  | GPL v2        | [ collegamento interrotto ] |
| MorphGear | SNES    | Windows Mobile         | Closed source |                             |
| Snes9x    | SNES    | Linux, macOS, Windows  | Semi-licenza  |                             |
| ZSNES     | SNES    | Linux, MS-DOS, Windows | GPL           |                             |

### Nintendo 64
| Nome              | Sistema     | Piattaforma            | Licenza                                       | Link                                              |
| ----------------- | ----------- | ---------------------- | --------------------------------------------- | ------------------------------------------------- |
| 1964              | Nintendo 64 | Windows                | GPL                                           | Archiviato il 19 giugno 2010 in Internet Archive. |
| Mupen64           | Nintendo 64 | Windows                |                                               |                                                   |
| Mupen64Plus       | Nintendo 64 | Windows, Linux, macOS  | GPL v2                                        | Re-recording                                      |
| Nemu64            | Nintendo 64 | Windows                |                                               |                                                   |
| Project64         | Nintendo 64 | Windows                | Freeware                                      |                                                   |
| Project64k        | Nintendo 64 | Windows                | Freeware                                      |                                                   |
| Project Unreality | Nintendo 64 | Windows                |                                               |                                                   |
| Sixtyforce        | Nintendo 64 | macOS                  | Proprietario, vecchia versione di open source |                                                   |
| TR64              | Nintendo 64 | Windows                |                                               |                                                   |
| UltraHLE          | Nintendo 64 | Windows                | Freeware                                      |                                                   |
| Corn              | Nintendo 64 | Windows                |                                               |                                                   |
| Wii64             | Nintendo 64 | Nintendo GameCube, Wii |                                               |                                                   |
| DaedalusX64       | Nintendo 64 | PSP                    |                                               |                                                   |

### Nintendo GameCube / Wii
| Nome    | Sistema                 | Piattaforma           | Licenza | Link |
| ------- | ----------------------- | --------------------- | ------- | ---- |
| Dolphin | Nintendo GameCube e Wii | Windows, Linux, macOS | GPL     |      |

### Console portatili
| Nome             | Sistema                                 | Piattaforma                   | Licenza  | Link                                                |
| ---------------- | --------------------------------------- | ----------------------------- | -------- | --------------------------------------------------- |
| gnuboy           | Game Boy                                | MS-DOS, Windows               |          |                                                     |
| NO$GMB           | Game Boy                                | MS-DOS, Windows               |          |                                                     |
| BGB              | Game Boy                                | Windows                       |          |                                                     |
| Phoinix          | Game Boy                                | Palm OS                       | GPL v2   |                                                     |
| Goomba           | Game Boy                                | Game Boy Advance, Nintendo DS |          | Goomba Color                                        |
| JSGB             | Game Boy                                | JavaScript                    | GPL v2   |                                                     |
| MasterBoy        | Game Boy, Game Gear, Sega Master System | PSP                           |          |                                                     |
| gpSP             | Game Boy Advance                        | PSP, PS2, GP2X, iPhone, iPod  |          |                                                     |
| ReGBA/TempGBA    | Game Boy Advance                        | PS2                           |          |                                                     |
| VisualBoyAdvance | Game Boy e Game Boy Advance             | Windows, Linux                | GPL      |                                                     |
| VBA-M            | Game Boy e Game Boy Advance             | Windows, Linux                | GPL      | Archiviato il 14 novembre 2021 in Internet Archive. |
| NO$GBA           | Game Boy Advance e Nintendo DS          | Windows                       | Freeware |                                                     |
| NeonDS           | Nintendo DS                             | Windows                       |          |                                                     |
| DeSmuME          | Nintendo DS                             | Windows, Linux, macOS, Wii    | GPL      |                                                     |
| iDeaS            | Nintendo DS                             | Windows, Linux                | Freeware |                                                     |
| Ensata           | Nintendo DS                             | Windows                       |          |                                                     |
| Dualis           | Nintendo DS                             | Windows                       | Freeware |                                                     |
| Immagine         | Nintendo 3DS                            | Windows, Mac OS, Linux        | GPL      |                                                     |
| TronDS           | Nintendo 3DS                            | Windows                       | Freeware |                                                     |
| 3dmoo            | Nintendo 3DS                            | Windows                       |          |                                                     |

## Console SEGA

### Master System
| Nome        | Sistema                            | Piattaforma           | Licenza              | Link |
| ----------- | ---------------------------------- | --------------------- | -------------------- | ---- |
| Kega Fusion | Several Sega consoles              | Windows, Linux, macOS | Freeware             |      |
| Chasms      | Sega Master System, Sega Game Gear | Windows               | Freeware             |      |
| MasterGear  | Several 8-bit Sega consoles        | Multipiattaforma      | Freeware / Shareware |      |
| MEKA        | Several 8-bit consoles             | Windows, Linux, DOS   | Open source          |      |
| Regen       | Several Sega consoles              | Windows, Linux        | Freeware             |      |

### Mega Drive (Genesis) / Sega CD / Sega 32X
| Nome         | Sistema                               | Piattaforma                                       | Licenza  | Link                                              |
| ------------ | ------------------------------------- | ------------------------------------------------- | -------- | ------------------------------------------------- |
| DGen         | Mega Drive/Genesis                    | Linux, FreeBSD, BeOS, macOS, PSP                  | BSD      |                                                   |
| Genecyst     | Mega Drive/Genesis                    | DOS                                               | Freeware | Archiviato il 19 giugno 2000 in Internet Archive. |
| Genesis Plus | Mega Drive/Genesis                    | Windows, macOS, Dreamcast, Nintendo GameCube, Wii | GPL      |                                                   |
| Gens         | Mega Drive/Genesis, Sega CD, Sega 32x | Windows, Linux, Palm OS                           | GPL      |                                                   |
| Gens/GS      | Mega Drive/Genesis, Sega CD, Sega 32x | Windows, Linux                                    | GPL      |                                                   |
| Kega Fusion  | Several Sega consoles                 | Windows, Linux, macOS                             | Freeware |                                                   |
| PGen         | Mega Drive/Genesis                    | PlayStation 2                                     |          |                                                   |
| Regen        | Several Sega consoles                 | Windows, Linux                                    | Freeware |                                                   |
| HazeMD       | Mega Drive/Genesis, Sega 32x          | Multipiattaforma                                  | custom   |                                                   |

### Saturn
| Nome     | Sistema     | Piattaforma                                | Licenza  | Link |
| -------- | ----------- | ------------------------------------------ | -------- | ---- |
| Cassini  | Sega Saturn | Windows                                    | Freeware |      |
| GiriGiri | Sega Saturn | Windows                                    | Freeware |      |
| SSF      | Sega Saturn | Windows                                    | Freeware |      |
| Yabause  | Sega Saturn | Windows, Linux, macOS, PSP, Dreamcast, Wii | GPL      |      |

### Dreamcast
| Nome     | Sistema   | Piattaforma  | Licenza  | Link |
| -------- | --------- | ------------ | -------- | ---- |
| Chankast | Dreamcast | Windows      | Freeware |      |
| nullDC   | Dreamcast | Windows      | Freeware |      |
| lxdream  | Dreamcast | Linux, macOS | GPL      |      |
| demul    | Dreamcast | Windows      | Freeware |      |
| Makaron  | Dreamcast | Windows      | Freeware |      |
| Reicast  | Dreamcast | Android      | Freeware |      |

## Console Microsoft

### Xbox
| Nome | Sistema | Piattaforma | Licenza  | Link |
| ---- | ------- | ----------- | -------- | ---- |
| Xeon | Xbox    | Windows     | Freeware |      |
| Cxbx | Xbox    | Windows     | Freeware |      |
| Dxbx | Xbox    | Windows     | Freeware |      |

### Xbox 360
| Nome  | Sistema  | PIattaforma | Licenza | Link |
| ----- | -------- | ----------- | ------- | ---- |
| Xenia | Xbox 360 | Windows     | BSD     |      |

## Console Sony

### PlayStation
| Nome                           | Sistema     | Piattaforma           | Licenza      | Link                                               |
| ------------------------------ | ----------- | --------------------- | ------------ | -------------------------------------------------- |
| bleem!                         | PlayStation | Windows               | Proprietario |                                                    |
| bleemcast!                     | PlayStation | Dreamcast             | Proprietario |                                                    |
| no$psx                         | PlayStation | Windows               |              |                                                    |
| ePSXe                          | PlayStation | Windows, Linux        | Freeware     |                                                    |
| PCSX                           | PlayStation | Windows, macOS, Linux | GPL          |                                                    |
| PCSXbox                        | PlayStation | Xbox                  |              |                                                    |
| POPStarter                     | PlayStation | PS2                   |              |                                                    |
| PSXeven                        | PlayStation | Windows               | Freeware     |                                                    |
| pSX                            | PlayStation | Windows, Linux        | Freeware     |                                                    |
| Connectix Virtual Game Station | PlayStation | Windows, Mac OS       | Proprietario |                                                    |
| PCSX-Reloaded                  | PlayStation | Windows, macOS, Linux | Freeware     | Archiviato il 28 gennaio 2018 in Internet Archive. |

### PlayStation 2
| Nome  | Sistema       | Piattaforma    | Licenza | Link |
| ----- | ------------- | -------------- | ------- | ---- |
| PCSX2 | PlayStation 2 | Windows, Linux | GPL     |      |
| Play! | PlayStation 2 | Windows        |         |      |

### PlayStation 3
| Nome  | Sistema       | Piattaforma      | Licenza | Link |
| ----- | ------------- | ---------------- | ------- | ---- |
| rpcs3 | PlayStation 3 | Multipiattaforma |         |      |

### PlayStation Portable
| Nome     | Sistema              | Piattaforma      | Licenza | Link |
| -------- | -------------------- | ---------------- | ------- | ---- |
| Potemkin | PlayStation Portable | Windows          |         |      |
| PSPE     | PlayStation Portable | Windows          |         |      |
| Jpcsp    | PlayStation Portable | Multipiattaforma | GPL     |      |
| PPSSPP   | PlayStation Portable | Multipiattaforma | GPL     |      |

### PocketStation
| Nome   | Sistema                                      | Piattaforma | Licenza  | Link |
| ------ | -------------------------------------------- | ----------- | -------- | ---- |
| NO$GBA | Game Boy Advance, Nintendo DS, PocketStation | Windows     | Freeware |      |

## Altro
Questi programmi emulano sistemi multipli e / o sistemi senza molte alternative. Molti sistemi sono coperti da uno o più di questi emulatori.
| Nome        | Sistema                                | Piattaforma      | Licenza   | Link |
| ----------- | -------------------------------------- | ---------------- | --------- | ---- |
| MagicEngine | TurboGrafx-16 (PC Engine) e SuperGrafx | Multipiattaforma | Shareware |      |
| Mednafen    |                                        | Multipiattaforma | GPL       |      |
| MESS        | MESS                                   | Multipiattaforma | custom    |      |